# にざかな
にざかなは、日本の漫画家コンビで、にざとかなの共同ペンネームである。代表作は『B.B.Joker』。

## メンバー
- にざ、1975年5月15日 - 、宮城県仙台市出身。原作担当。漫画原作者。

個人ペンネームは一條マサヒデ。にざかなとしての作品の他、様々な漫画家とのコンビで原作担当として作品を発表している。
- かな、1978年4月9日 - 、岩手県盛岡市出身。作画担当。漫画家。

個人ペンネームはまさやようこ、または まさや佳乃（まさやよしのとも）、または まさやかな。

## 略歴
1996年、にざとかなが知り合う。1997年に『LaLa』（白泉社）に掲載の『B.B.Joker』でデビューし、そのまま『LaLa』をはじめとする白泉社の雑誌をメインに活動している。ブラックかつシュールな「にざ」のネタと、いかにも少女漫画チックな「かな」の画風のミスマッチが特色。制作のやり取りに関しては直接連絡を取り合わずに編集者を介するなど、コンビ仲の悪さを度々ネタにしている。主として4コマ漫画を描くが、ストーリー形式の物語もある。

## 作品リスト

### にざかな
- B.B.Joker（1999年 - 2003年、白泉社。全5巻）
  - B.B.Joker（1998年 - 2002年、『LaLa』ほか） - 奇妙奇天烈なキャラクター達が、ブラック、シュール、あるいはベタなことを繰り広げる学園（？）ギャグ4コマ漫画。
  - B.B.Joker Selection（1998年 - 2002年、『LaLa DX』（白泉社）。1‐4巻に収録） - 『B.B.Joker』のストーリーマンガ版。
  - Dreamin'（1998年、『ヤングアニマル』（白泉社）、2巻に収録）
  - 後悔（1999年、『ヤングアニマル』、2巻に収録）
  - メロメロ（1999 - 2000年、『別冊花とゆめ』（白泉社）、2・3巻および5巻に収録） - 一話完結形式の読みきり連載。毎回対照的な男女のカップルを描くストーリーギャグ漫画。
  - 真知子のせいで…!!（2000年、『別冊花とゆめ』3巻に収録）
  - mensetsu（1999年、『ビッグコミックスピリッツ増刊号Manpuku!』（小学館）、4巻に収録） - にざの作品。
  - 雪虫（4巻書き下ろし）：かなの作品。
  - マゲは結わないで（2000年、『月刊メロディ』（白泉社）5巻に収録） - 原作：一條マサヒデ（にざ）、作画：岡野史佳。
  - Small-Time（2002年、『別冊花とゆめ』5巻に収録）
- 4ジゲン（2005年 - 2021年、『LaLa』・『LaLa DX』） - 2009年に終了し、2013年に再び連載開始され、2021年9月号で終了。

### にざ（一條マサヒデ）
- 殺し屋さん（『漫画アクション』2004年 - ）：タマちく.（原作担当、作画：春輝とのタッグ）
- 角刈りすずめ（『近代麻雀』2010年 - 2011年）：KICHIJÖ（原作担当、作画：菊地昭夫とのタッグ）
- 2まいめ（『ITAN』2010年1号 - 2011年6号）：アサミジョー（原作担当、作画：亜沙美とのタッグ）
- きょうの思春期（『イブニング』2010年9号 - 2014年3号）：こだくさん（原作担当、作画：いぬぶろとのタッグ）
- 超2まいめ（『ITAN』2012年8号 - 2013年16号）：アサミジョー
- 高倉くんには難しい（『ミステリーボニータ』2016年7月号 - ）：原作担当、作画：サブリック
- 原作さん（『コミックハイ!』）：一條マサヒデ＋藤本たみこ名義

### かな（まさやようこ）
- 自動人形のバラッド（『LaLa DX』2000年5月号）：作画担当（まさや佳乃名義）、原作：東條零[1]
- 相方不在（『LaLa DX』）
- そのくちづけは(異)世界を救う（白泉社）全3巻：漫画担当（まさやかな名義）、構成・脚本：東條零[2]
- 実存アンプラグド（『少年ジャンプ+』2024年3月31日 - 2024年12月22日[3]）：漫画担当（まさやかな名義）、原作：小森さじ、企画：伊藤隼之介[4]

## 関連書籍
- B.B.Joker 5.5 ― B.B.ジョーカーファンブック　白泉社、2003年、ISBN 978-4-592-13229-5[5]